# Germaine Copée-Gerbinet
Germaine Victorine Copée (Flémalle-Haute, 22 juillet 1909 – Ensival, 3 mai 1983), née Germaine Gerbinet, était une députée belge socialiste.

## Biographie
Germaine Gerbinet était membre de plusieurs organisations socialistes, secrétaire permanente des Femmes prévoyantes socialistes et députée fédérale de 1950 à 1974 en tant qu'élue de l'arrondissement de Verviers pour le Parti socialiste belge. Elle est la première femme à devenir vice-présidente de la chambre des représentants en 1971.
Elle a créé le Service d’aide aux familles et personnes âgées de la région verviétoise.